# Satrapo
Satrapo (in persiano ساتراپ‎, sâtrâp; in persiano antico 𐎧𐏁𐏂𐎱𐎠𐎺𐎠, xšaçapāvā; in greco antico: σατράπης?, satrápēs) era il nome dato ai governatori delle province degli antichi imperi persiani (ovvero quelli achemenide, partico e sasanide) e di alcuni regni ellenistici.
Il territorio retto da un satrapo è detto satrapia.

## Etimologia
Il termine satrapo deriva dall'antico persiano xšaçapāvā ("protettore della provincia"), da xšaça ("reame" o "provincia") e pāvā ("protettore"), che designava il funzionario pubblico a capo delle province dell'impero. In greco la parola fu resa come satrápēs (σατράπης).
Per il territorio retto da un satrapo i greci coniarono il termine σατραπεία (satrapeía), passato al latino (sătrăpia) e di lì alle varie lingue occidentali (italiano satrapia, etc.).

## Storia

### Impero achemenide
L'istituzione delle satrapie, realizzate durante il regno di Ciro il Grande (558-529 a.C.), aveva lo scopo di suddividere amministrativamente le terre conquistate. Sotto il regno di Dario I (518 a.C.) le satrapie erano 20, e in seguito vennero accresciute di numero. I satrapi persiani coniarono in alcuni casi anche monete facendovi incidere la propria immagine o il proprio nome. Le immagini recavano la tipica tiara. L'idea corrente è tuttavia che non raffigurassero realmente la persona in questione, ma svolgessero la generica funzione di mostrare un comandante, di volta in volta trattato in modi diversi.
I satrapi, generalmente scelti tra i nobili o tra gli appartenenti alla famiglia reale, avevano il compito di amministrare la giustizia, di riscuotere i tributi e di reclutare le truppe per l'esercito del "Gran Re". Il loro operato era controllato annualmente da funzionari reali itineranti, chiamati "gli occhi" e "le orecchie" del Gran Re. Forniti di ampi poteri amministrativi, militari e giudiziari all'interno della propria provincia, di fatto i satrapi erano veri e propri principi vassalli. In momenti particolarmente critici e soprattutto nelle regioni periferiche, cercavano di ottenere (e talora, come Mausolo di Caria, ottennero) una sempre maggiore indipendenza dal potere centrale, giungendo non di rado all'aperta ribellione, come nel caso della rivolta, detta appunto "dei satrapi", che negli anni intorno al 360 a.C. dilagò dall'Asia Minore all'Egitto.

### Età ellenistica
Con la conquista dell'Impero achemenide portata a termine da Alessandro Magno il sistema delle satrapie venne mantenuto, ma i satrapi conservarono soltanto i poteri civili, mentre quelli militari furono trasferiti a strateghi di origine macedone o greca. Tale organizzazione venne mantenuta anche in diversi regni ellenistici, nei quali al termine persiano satrapia si affiancò l'equivalente greco ἐπαρχεία, eparchia.

## Significato odierno
In senso figurato, nel linguaggio contemporaneo è usato per definire colui che ostenta il suo potere economico o amministrativo nell'esercizio delle sue funzioni, o anche un governatore locale o comunque subordinato, spesso corrotto.